# Telischynzi (Bila Zerkwa)
Telischynzi (ukrainisch Теліжинці; russisch Тележинцы Teleschinzy) ist ein Dorf im Südwesten der ukrainischen Oblast Kiew mit etwa 1000 Einwohnern.

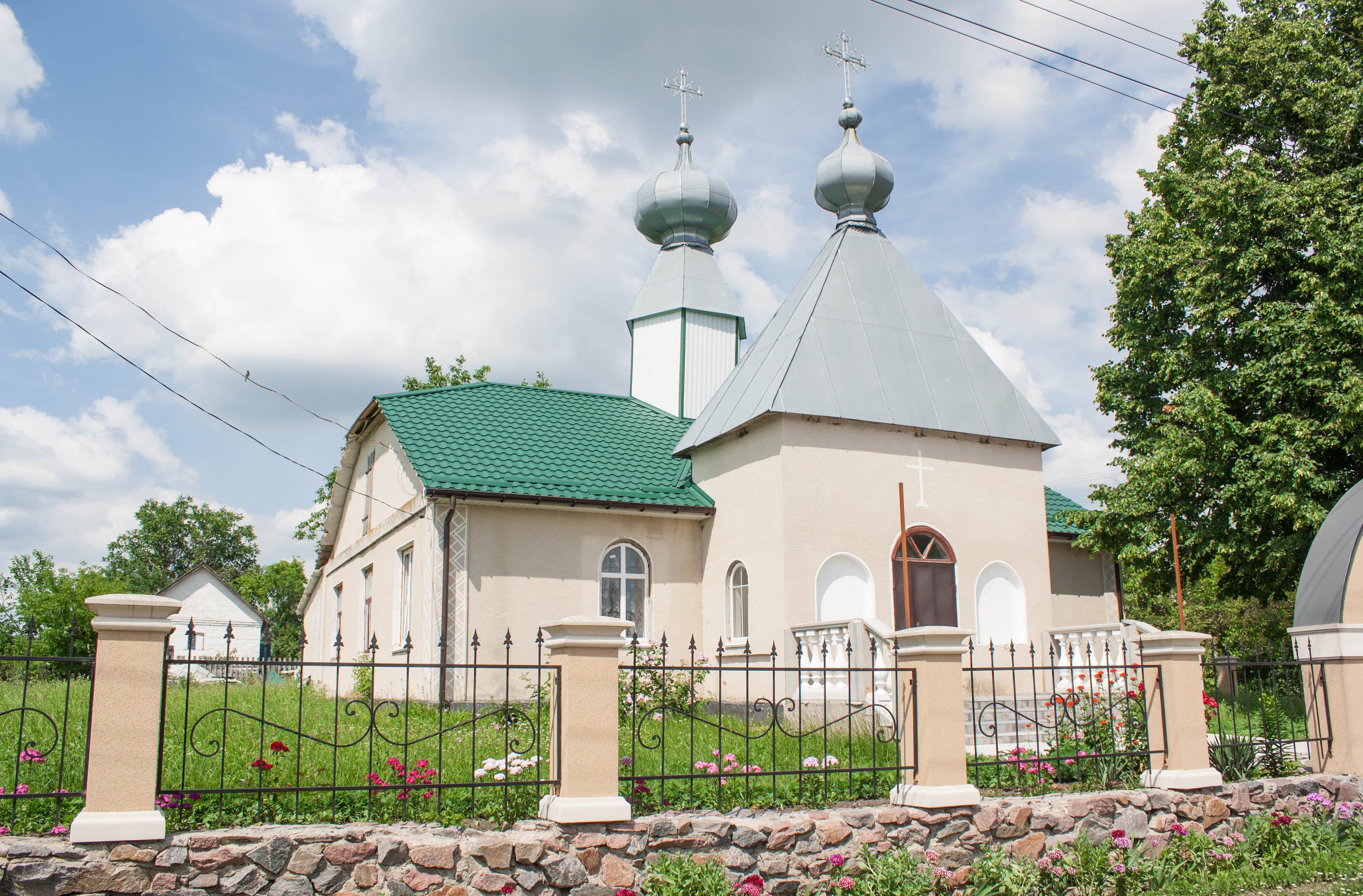
Kirche im Ort

Das 1500 gegründete Dorf liegt am Ufer der Roska (Роська), einem 73 km langen, rechten Nebenfluss des Ros an der Grenze zur Oblast Winnyzja. Das ehemalige Rajonzentrum Tetijiw liegt 10 km nordöstlich von Telischynzi. Am Ort vorbei führt die Regionalstraße P–17.
Am 12. Juni 2020 wurde das Dorf ein Teil der neugegründeten Stadtgemeinde Tetijiw, bis dahin bildete es die gleichnamige Landratsgemeinde Telischynzi (Теліжинецька сільська рада/Telischynezka silska rada) im Westen des Rajons Tetijiw.
Am 17. Juli 2020 kam es im Zuge einer großen Rajonsreform zum Anschluss des Rajonsgebietes an den Rajon Bila Zerkwa.

## Persönlichkeiten
Im Ort kam am 17. Oktober 1936 der Schriftsteller, Drehbuchautor, Dramatiker, politischer Aktivist und Bürgerrechtler Iwan Dratsch († 2018) zur Welt.